# Massacre de Barrios Altos
O massacre de Barrios Altos ocorreu em 3 de novembro de 1991 em Barrios Altos, um bairro de Lima, no Peru. Quinze pessoas foram mortas (incluindo uma criança de 8 anos) e outras quatro ficaram feridas por agressores que posteriormente foram identificados como elementos do Grupo Colina, destacamento militar formado por integrantes das Forças Armadas do Peru com o objetivo de eliminar extrajudicialmente pessoas supostamente ligadas ao grupo terrorista Sendero Luminoso.
Esses assassinatos se tornaram um símbolo das violações de direitos humanos cometidas durante o governo de Alberto Fujimori (28 de julho de 1990 – 22 de novembro de 2000). O caso foi levado à Corte Interamericana de Direitos Humanos. Em agosto de 2001, em conformidade com a sentença da Corte Interamericana, o governo peruano concordou em pagar US$ 3,3 milhões em indenização às vítimas e familiares. O caso também integrou o material analisado pela Comissão da Verdade e Reconciliação (Peru) após a queda do governo Fujimori em 2000.
Em 2007, após ser extraditado do Chile, Alberto Fujimori foi julgado e condenado a 25 anos de prisão por sua responsabilidade no massacre e pela corte considerar esses assassinatos seletivos como crimes contra a humanidade. A Suprema Corte de Justiça determinou que nenhuma das vítimas tinham ligações com algum grupo subversivo.

## Massacre
Na noite de 3 de novembro de 1991, uma festa popular, uma pollada, foi realizada no primeiro andar do edifício localizado na rua Jirón Huanta, nº 840, para arrecadar fundos para consertar o serviço de drenagem da fazenda. Por volta das 22h30, seis indivíduos armados e encapuzados entraram no prédio após descerem de dois veículos. Os agressores, com o rosto coberto com balaclavas, ordenaram que os participantes da reunião se deitassem no chão, onde foram baleados indiscriminadamente por cerca de 2 minutos, matando 15 deles, entre eles Javier Ríos Rojas, menor de 8 anos e ferindo gravemente outras 4 pessoas, uma das quais ficou tetraplégica permanente. Os atacantes então entraram nos veículos e fugiram para o sul, nos arredores de Lima, encontrando-se na praia militar La Tiza, onde comemoraram o sucesso da operação. Durante a investigação, a polícia encontrou no local do incidente 111 cápsulas e 33 projéteis do mesmo calibre.